# A1 liga Košarkaškog saveza Herceg-Bosne 2013./14.
A1 liga Košarkaškog saveza Herceg-Bosne predstavlja drugi rang košarkaškog prvenstva Bosne i Hercegovine. U sezoni 2013./14. je sudjelovalo deset klubova, a ligu je osvojio Vitez.

## Ljestvica
| mj. | klub                      | ut. | pob. | por. | koš+ | koš- | bod |
| --- | ------------------------- | --- | ---- | ---- | ---- | ---- | --- |
| 1.  | Vitez                     | 18  | 17   | 1    |      |      |     |
| 2.  | Brotnjo Čitluk            | 18  | 15   | 3    |      |      |     |
| 3.  | Grude                     | 18  | 12   | 6    |      |      |     |
| 4.  | Široki II (Široki Brijeg) | 18  | 12   | 6    |      |      |     |
| 5.  | Student Mostar            | 18  | 12   | 6    |      |      |     |
| 6.  | Livno                     | 18  | 8    | 10   |      |      |     |
| 7.  | Novi (Novi Travnik)       | 18  | 5    | 13   |      |      |     |
| 8.  | Busovača                  | 18  | 4    | 14   |      |      |     |
| 9.  | Rama Prozor               | 18  | 3    | 15   |      |      |     |
| 10. | Tomislav (Tomislavgrad)   | 18  | 2    | 16   |      |      |     |

### Doigravanje
| klub1                                                           | pob-por       | klub2         | rezultati           |
| poluzavršnica                                                   | poluzavršnica | poluzavršnica | poluzavršnica       |
| --------------------------------------------------------------- | ------------- | ------------- | ------------------- |
| Vitez                                                           | 2-1           | Student       | 76:51, 64:71, 91:47 |
| Brotnjo                                                         | 2-1           | Grude         | 72:55, 67:81, 67:62 |
|                                                                 |               |               |                     |
| završnica                                                       |               |               |                     |
| Vitez                                                           | 3-0           | Brotnjo       | 72:65, 71:58, 83:64 |
|                                                                 |               |               |                     |
| 1. i 3. utakmice su igrane kod kluba1, a 2. utakmica kod kluba2 |               |               |                     |

## Poveznice
- Košarkaški savez Herceg-Bosne